# لمیعه عباس عماره
لَمیعه عبّاس عَماره (۱۹۲۹ – ۱۸ ژوئن ۲۰۲۱) شاعر عراقی بود. در بغداد به دنیا آمد و پس از مهاجرت از عراق در زمان صدام حسین در سال ۱۹۷۸، بیشتر اوقات خود را در خارج از کشور در آمریکا گذراند. شعر کلاسیک می‌نوشت و در آن سرآمد شد، همچنین شعر عامیانه می‌سرود و در آن مهارت داشت. لمیعه شاعری نوگرا و از پیشگامان شعر آزاد بود، از مشهورترین شاعران زن عراقی با گرایش چپ شمرده می‌شد و او را از ارکان شعر سدهٔ بیستم در عراق می‌دانند.

## زندگی و پیشه
لمیعه عباس عماره در سال ۱۹۲۹ در منطقهٔ الکرخ بغداد به دنیا آمد. خانوادهٔ او از سرشناسان بغداد بودند که در منطقهٔ الکریمات، در قلب بافت قدیمی بغداد، بین پل الاحرار و سفارت بریتانیا در کرانهٔ رود دجله در سمت کرخ ساکن بودند. پدرش عباس، تک‌فرزند خانواده‌اش بود و مادرش به هنگام زادن او هنوز پانزده ساله نشده بود. او به مندائیان تعلق دارد و نام خانوادگی او، عماره، از شهر عماره، محل تولد پدرش برمی آید. لمیعه دخترخالهٔ شاعر عراقی عبدالرزاق عبدالواحد بود. به سختی کلاس اول دبستان را تمام کرده بود که خانواده‌اش به شهر عماره در جنوب عراق نقل مکان کردند. او در کودکی به عامیانهٔ عراقی شعر می‌سرود که بیشتر آن هجو بود. نخستین شعر فصیح خود را اولین بار در کلاس ششم ابتدایی به نظم درآورد. وقتی اولین شعرهایش را منتشر کرد، چهارده ساله بود که توسط روزنامهٔ «السمیر» منتشر شد که ایلیا ابوماضی در نیویورک صادر می‌کرد. ابوماضی شعر لمیعه را با انتقاد و تفسیر تقویت کرد و در صفحهٔ اول مجله‌اش درج کرد و گفت: «در عراق چنین کودکانی وجود دارند، پس عراق با چه نوع رنسانس شاعرانه ای مواجه است؟». اولین مقالهٔ او کمی بعد در مجلهٔ «عالم الغد» منتشر شد. ابوماضی با پدرش، عباس، ارتباط نزدیک داشت، کسی که پس از سفرهای فراوان به مصر، لیبی، تونس، ایتالیا و فرانسه در جستجوی زندگی در آمریکا ساکن شده بود. در دوران کودکی، لمیعه فقط برای دوره‌های کوتاه و منقطع با پدرش ملاقات می‌کرد، زیرا او به سفر علاقه داشت. آخرین ملاقات او با او پس از هفت سال جدایی صورت گرفت، اما این ملاقات دو ماه بیشتر طول نکشید و پس از آن پدرش در سپتامبر ۱۹۴۶ در گذشت. پدرش در حالی که او هنوز در دبستان بود درگذشت. از مرگ او متأثر شد و این موضوع در شعر و بینش‌های شاعرانه اش منعکس شد. دبیرستان را بین بغداد و عماره به پایان رساند. پس از پایان تحصیلات متوسطه خود در بغداد، به دارالمعلمین پیوست و در سال ۱۹۵۰ فارغ‌التحصیل شد. در دوران تحصیل دانشگاهی با بدر شاکر السیاب همراه بود. اتفاقاً شماری از شاعران در آن سال‌ها هم آشنا شدند، از جمله بدر شاکر السیاب، نازک الملائکه، عبدالوهاب البیاتی، عبدالرزاق عبدالواحد و دیگران. رقابت شعری بین آنها شدید بود و به تولد شعر آزاد منجر شد.
به عنوان معلم در دارالمعلمات ابتدایی منصوب شد. پس از ازدواج و فرزندآوری از نظم شعر دور شد. در زندگی خود سختی‌ها بسیاری کشید. سال‌ها از پدرش جدا زیست. وقتی جوان بود، ضعیف و بیمار بود. چیزی که بیشتر او را آزار می‌داد، بیزاری همکلاسی‌هایش از او بود، از ترس اینکه بیماری او به آنها سرایت کند. او همچنان با اکراه نگاه‌های دلسوزانه و زمزمه‌های محتاطانه همکلاسی‌هایش را می‌پذیرفت. تحت تأثیر فضای ناسیونالیستی حاکم بر دههٔ ۱۹۵۰ قرار گرفت. موج فراگیر کمونیسم در عراق قبل از انقلاب ۱۴ ژوئیه ۱۹۵۸، لمیعه را نیز دربرگرفت. او از طریق وابستگی به حزب کمونیست، فعالیت سیاسی انجام داد که بعداً مشکلاتی برای او به همراه داشت. این امر در آزار و اذیت او توسط پس از پایان دورهٔ حکومت عبدالکریم قاسم در ۱۹۶۳ مشهود بود. وقتی انقلاب ۱۴ ژوئیه ۱۹۵۸ در عراق رخ داد، لمیعه شادمان شد و زندگی برایش بهتر شد. این انقلاب او را به شعر و خواندن و مطالعه واداشت. اما شادی و فعالیت‌های فراوان او بیش از دو ماه طول نکشید، زیرا برادر بزرگ‌ترش به دلیل همان بیماری که پدرش از آن بمرد، درگذشت.
در طول حرفهٔ ادبی خود، با روشنفکران و شاعران عرب روابط فرهنگی زیادی دارد. از جمله با ایلیا ابوماضی تبادل نامه و مکاتبه داشت.او عضو هیئت اداری اتحادیهٔ نویسندگان عراق در بغداد (۱۹۶۳–۱۹۷۵)، عضو هیئت اداری مجلس سُریانی در بغداد و همچنین معاون نمایندهٔ دائم عراق در یونسکو در پاریس (۱۹۷۳–۱۹۷۵) و مدیر فرهنگ و هنر در دانشگاه فناوری بغداد بود. در عراق و آمریکا تجلیل شد. دولت لبنان نیز از او تجلیل کرد و نشان سدر را برای قدردانی از مقام ادبی‌اش به او اعطا کرد، اما به دلیل وضعیت امنیتی لبنان در جریان جنگ داخلی که در آن زمان ادامه داشت، این نشان را دریافت نکرد. در سال ۱۹۷۴، سلیمان فرنجیه، رئیس‌جمهور لبنان، نشان سدر، درجهٔ شوالیه را به او اعطا کرد تا از «شعر او دربارهٔ لبنان و تلاش‌هایش برای ایجاد پیوندهای عشق و دوستی بین لبنان و عراق» قدردانی کند. اما لمیعه در آن زمان در پاریس بود. سپس جنگ در لبنان آغاز شد و او از دریافت مدال خودداری کرد و تا سال ۱۹۸۰ مدال را دریافت نکرد. در در سال ۱۹۷۸ عراق را ترک کرد، زمانی که زندگی‌اش تحت حکومت بعثی دشوار شد.
لمیعه عباس شعر کلاسیک می‌نوشت و در آن سرآمد شد، همچنین شعر عامیانه می‌سرود و در آن مهارت داشت. زبان عربی خود را دوست داشت، در آن تخصص داشت و به تدریس آن پرداخت، از این رو بدون انکارِ زبان عامیانه، به آن بیشتر شوق نشان داد و هر دو زبان فصیح عربی و عامیانه را دوست می‌داشت. او عربی فصیح/کلاسیک را ابزاری برای برقراری ارتباط با دیگران می‌دید، و در گویش محاوره‌ای/عامیانهٔ عراقی‌اش چیزی را که او را به مخاطبان محلی‌اش نزدیک‌تر می‌کرد، می‌دید که از شعرهای او لذت می‌بردند. برخی از آنها به آهنگ‌هایی تبدیل می‌شد که مردم می‌خواندند.

## زندگی شخصی
یک سال پس از فارغ‌التحصیلی، در سال ۱۹۵۱ ازدواج کرد و چهار فرزند به دنیا آورد، دو پسر او زکی و زیدون نام دارند.

## درگذشت
لمیعه عباس روز جمعه ۱۸ ژوئن ۲۰۲۱ در سن ۹۲ سالگی در سان دیگو، آمریکا درگذشت. برهم صالح رئیس‌جمهور عراق از طریق حساب رسمی توییتر خود در سوگ این شاعر نشست و گفت: «لمیعه عباس عماره شاعرهٔ بزرگ را در غربت وداع کردیم و همراه او بیش از پنج دهه آفرینش زیبایی را وداع می‌گوییم. آن مرحومه اشعار، خلاقیت‌های ادبی و مواضع میهن‌پرستانه‌ای را در یاد ما بر جای گذاشت که نقطهٔ عطفی در فرهنگ عراق چه به زبان محاوره ای و چه به زبان عربی کلاسیک بود.» حسن ناظم وزیر فرهنگ نیز به سوگ او نشست و گفت: «او با وجود دوری طولانی اجباری از میهنش، با شعر شفاف، احساسات بیش از حد، و عشق زیاد به میهن و مردم آن متمایز بود. او یک صدای بی‌نظیر را در بین صداهای شاعرانه که موج مدرنیته را در صحنهٔ شعری عراق در آغوش گرفت، تشکیل داد.» ناظم همچنین به ادارهٔ کل امور فرهنگی دستور داد کارگروهی از اساتید و شاعران ارشد تشکیل دهد تا اشعار این شاعر را برای چاپ در مجموعهٔ کامل گردآوری کنند.

## آثار
از مجموعه‌های شعری وی:
- الزاوية الخالية: چاپخانهٔ الرابطه، بغداد ۱۹۵۸.
- عودة الربيع: چاپخانهٔ اتحادیهٔ ادیبان عراقی، ۱۹۶۲.
- أغاني عشتار: ۱۹۶۹.
- عراقية: ۱۹۷۱.
- يسمّونه الحب: ۱۹۷۲.
- لو أنبأني العرّاف: ۱۹۸۰.
- البعد الأخير: ۱۹۸۸.
- عراقية: ۱۹۹۰.